# John Cummings (muzyk)
John Cummings – szkocki gitarzysta, kompozytor, producent muzyczny i realizator dźwięku. Największe sukcesy odnosił jako członek zespołu Mogwai (1995–2015).

## Życiorys i kariera muzyczna

### Mogwai
John Cummings w 1995 roku dołączył do zespołu Mogwai, który założyli nieco wcześniej w tym samym roku trzej szkolni koledzy: Stuart Braithwaite, Dominic Aitchison i Martin Bulloch. Zespół dał swój pierwszy koncert w czerwcu. Szybko zyskał reputację błyskotliwego zespołu koncertowego. 
15 listopada 2015 roku muzyk opuścił Mogwai, o czym zespół poinformował w oświadczeniu na swojej stronie internetowej dodając, iż Cummings „zdecydował się opuścić Mogwai, aby realizować swoje własne projekty muzyczne”. Zespół poinformował również, że będzie kontynuował działalność jako kwartet, ale na nadchodzące koncerty zatrudni dwóch dodatkowych muzyków.

### Współpraca z innymi artystami
- 2001 – wziął udział (jako gitarzysta) w realizacji debiutanckiego albumu szkockiej supergrupy, The Reindeer Section, Y’All Get Scared Now, Ya Hear!, wydanego 30 października tego samego roku[3]

- 2002 – wyprodukował debiutancki album zespołu Part Pimp, Chart Pimp[4]

- 2003 – wyprodukował singel Part Pimp, „Bring Back The Sound” (był dodatkowo realizatorem dźwięku)[5]

- 2005 - zrealizował dźwięk albumu Part Pimp, I Am Come[6]

- 2006 – zmiksował dźwięk albumu Errors, How Clean Is Your Acid House?[7]

- 2007 – wyprodukował i zmiksował album The Magnificents, Year Of Explorers[8]

- 2007 – wyprodukował i zmiksował minialbum Trout, Norma Jean EP[9]

- 2008 – wyprodukował i zmiksował album Fuck Buttons, Street Horrrsing[10]

- 2015 – napisał ścieżkę dźwiękową do włoskiego filmu dokumentalnego S is for Stanley, wyreżyserowanego przez Alexa Infascellego i zaprezentowanego po raz pierwszy 20 października tego samego roku[11].